# معز حسن
معز حسن (بالفرنسية: Mouez Hassen)‏ (مواليد 5 مارس 1995) هو لاعب كرة قدم تونسي، يلعب ك‍حارس مرمى لصالح النادي الافريقي التونسي.

## روابط خارجية
- معز حسن على موقع الاتحاد الدولي (مؤرشف)  (الإنجليزية)
- معز حسن على موقع قاعدة بيانات كرة القدم.إي يو (الإنجليزية)
- معز حسن على موقع ليكيب (الفرنسية)
- معز حسن على موقع ناشيونال فوتبول تيمز (الإنجليزية)
- معز حسن على موقع Soccerway.com (الإنجليزية)
- معز حسن على موقع عالم كرة القدم.نت (الإنجليزية)
- معز حسن على موقع AS.com (الإسبانية)